# Madhya Bharat

Madhya Bharat també conegut com a Unió de Malwa, fou un estat indi a l'oest de l'Índia central, que es va crear el 28 de maig de 1948 amb vint-i-cinc estats natius que fins al 1947 havien estat part de l'Agència d'Índia Central, amb Jivaji Rao Scindia com el seu Rajpramukh. Amb l'Acte d'Independència de l'Índia de 1947, els estats natius de l'Índia van ser alliberats de la sobirania britànica i van esdevenir plenament independents. Madhya Bharat fou un dels estats que va demorar la seva accessió a l'Índia o al Pakistan.
La unió va tenir una àrea de 120,380 km². Gwalior era la capital d'hivern i Indore era la capital d'estiu. Estava limitat pels estats de Bombai (actualment Gujarat i Maharashtra) al sud-oest, Rajasthan al nord-est, Uttar Pradesh al nord, Uttar Pradesh i Vindhya Pradesh a l'est, i Bhopal i Madhya Pradesh al sud-est. L'estat era majoritàriament hindu i hindi-parlant.
L'1 de novembre de 1956, Madhya Bharat, juntament amb els estats de Vindhya Pradesh i l'estat de Bhopal, van ser fusionats en el nou estat de Madhya Pradesh.

## Districtes
Madhya Bharat va comprendre setze districtes i aquests districtes eren inicialment part de tres divisions sota Comissionats, les quals foren més tard reduïdes a dos. Els districtes eren:
1. Districte de Bhind
2. Districte de Gird
3. Districte de Morena
4. Districte de Guna
5. Districte de Shivpuri
6. Districte de Rajgarh
7. Districte de Bhilsa
8. Districte de Shajapur
9. Districte de Ujjain
10. Districte d'Indore
11. Districte de Dewas
12. Districte de Ratlam
13. Districte de Dhar
14. Districte de Jhabua
15. Districte de Nimar
16. Districte de Mandsaur

## Política
El cap nominal de l'estat de Madhya Bharat era el Rajpramukh. Hi havia també el càrrec de Uparajpramukh. L'estat va tenir una Vidhan Sabha de 99 membres, qui va ser elegida en 79 circumscripcions (59 d'un sol membre i 20 de dos membres). Hi hi havia 9 circumscripcions per a la Lok Sabha a l'estat (7 d'un sol membre i 2 de dos membres).
Jivaji Rao Scindia fou Rajpramukh de l'estat del 28 de maig de 1948 a 31 d'octubre de 1956 i Liladhar Joshi fou el primer Ministre en Cap. Va ser succeït per Gopi Krishna Vijayvargiya el maig 1949. El 18 d'octubre de 1950, Takhatmal jain (Jalori) esdevenia el tercer Ministre en Cap de Madhya Bharat.
En la primera elecció general de 1951, el Congrés Nacional Indi va guanyar 75 escons i el Hindu Mahasabha va guanyar 11 escons. Mishrilal Gangwal del congrés Nacional Indi esdevingué Ministre en Cap el 3 de març de 1952. Després de la seva dimissió, altra cop va governar Takhatmal Jain (Jalori) el 16 d'abril de 1955 i ho fou fins al 31 d'octubre de 1956 quan l'estat va deixar d'existir.

## Geografia

### Plana de Madhya Bharat
Madhya Bharat estava situada a la plana de Madhya Bharat (actualment ocupa la major part del nord-oest de Madhya Pradesh i Rajasthan central). Aquesta plana està limitada per la plana Indo-Gangètica pel nord, les muntanyes del Bundelkhand a l'est, la plana de Malwa al sud, i les muntanyes de Rajasthan a l'oest.